# Walerij Łoginow
Walerij Aleksandrowicz Łoginow, ros. Валерий Александрович Логинов (ur. 13 grudnia 1955 w Syzraniu) – rosyjski szachista, w latach 1992–1995 reprezentant Uzbekistanu, arcymistrz od 1991 roku.

## Kariera szachowa
Wielokrotnie startował w indywidualnych mistrzostwach USRR, zwyciężając w latach 1976 (wspólnie z Gieorgijem Agzamowem), 1982 i 1984. Pierwsze sukcesy na arenie międzynarodowej zaczął odnosić na początku lat 90., przede wszystkim w turniejach rozegranych na Węgrzech:
- 1990 – Budapeszt (I m.), Kecskemét (I m. wspólnie z Siergiejem Archipowem),
- 1991 – Budapeszt (I m.),
- 1992 – Kecskemét (I m.),
- 1993 – trzykrotnie I m. w Budapeszcie (turnieje First Saturday FS06 GM, FS09 GM i FS05 GM, wspólnie z Nigelem Daviesem),
- 1994 – czterokrotnie I m. w Budapeszcie (turniej Spring Open oraz turnieje First Saturday FS03 GM, FS09 GM i FS04 GM, wspólnie z Eranem Lissem i Walerijem Beimem), Kstowo (I m.),
- 1995 – Lublana (I m.), Velden (dz. I m. wspólnie z m.in. Wjaczesławem Ejnhornem, Józsefem Horváthem, Csabą Horváthem i Ivánem Faragó),
- 1998 – Graz (dz. I m. wspólnie z Władimirem Jepiszynem),
- 1999 – Sankt Petersburg (I m.),
- 2001 – Ronne (dz. II m. za Tigerem Hillarpem Perssonem, wspólnie z Piotrem Kiriakowem i Aloyzasem Kveinysem),
- 2002 – Oberwart (dz. II m. za Aleksiejem Kuźminem, wspólnie z Władimirem Burmakinem, Ognjenem Cvitanem, Andriejem Szarijazdanowem, Wjaczesławem Ejnhornem, Mohamadem Al-Modiahkim, Nikolausem Stancem, Danielem Fridmanem i Walerijem Beimem).

Poza tym trzykrotnie (2000, 2004, 2005) zwyciężał w mistrzostwach Sankt Petersburga.
Wielokrotnie reprezentował Uzbekistan w turniejach drużynowych, m.in.: dwukrotnie na olimpiadach szachowych (w latach 1992, 1994); medalista: wspólnie z drużyną – srebrny (1992).
Najwyższy ranking w karierze osiągnął 1 lipca 1994 r., z wynikiem 2610 punktów dzielił wówczas 43. miejsce na światowej liście FIDE, jednocześnie zajmując 1. miejsce wśród uzbeckich szachistów.